# Szemes boglárka
A szemes boglárka (Scolitantides orion)  a rovarok (Insecta) osztályának a lepkék (Lepidoptera) rendjéhez, ezen belül a boglárkalepkék (Lycaenidae) családjához tartozó faj.

## Elterjedése
A szemes boglárka melegkedvelő faj, főleg az Alpok déli völgyeiben körülbelül 1300 méter magasságig él. Délkelet-Európában is széles körben elterjedt. Helyenként, így Magyarországon is igen gyakori.

## Megjelenése
A szemes boglárka elülső szárnya 1,3–1,8 centiméter hosszú. A hím felül fekete, változó erősségű kék behintéssel, a nőstény uralkodó színe barna.

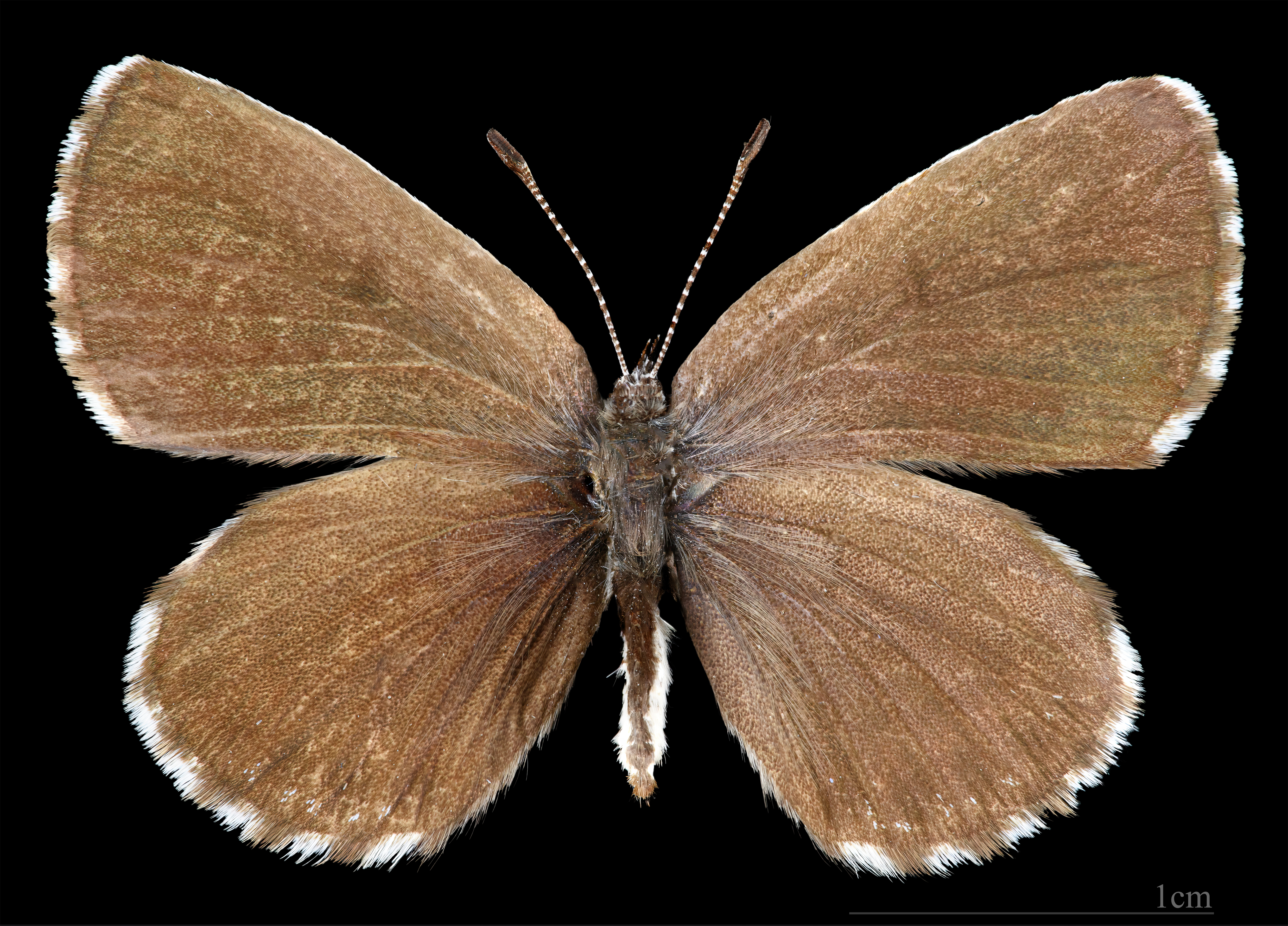
Scolitantides o. orion  ♀
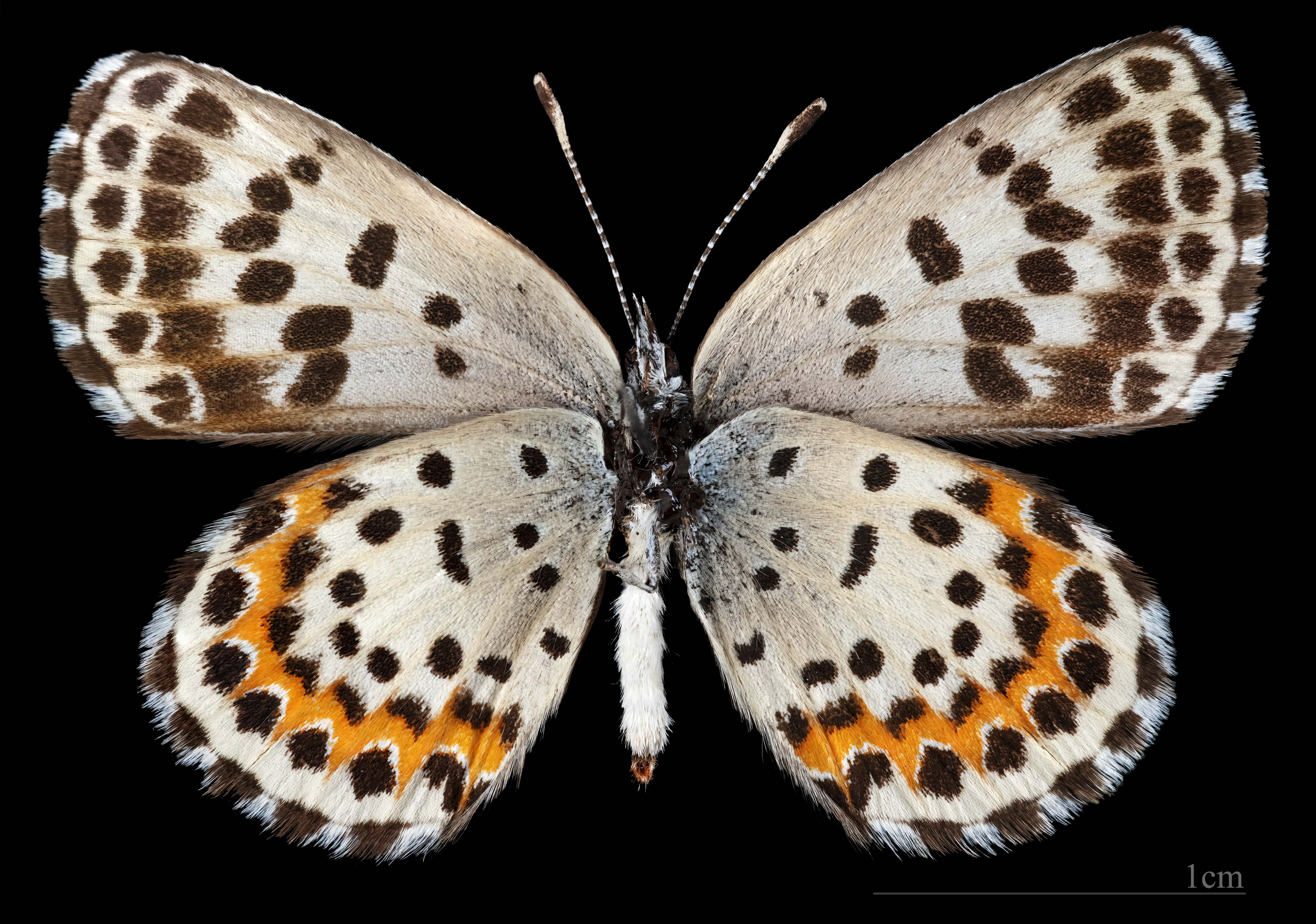
Scolitantides o. orion  ♀ △

## Életmódja
A szemes boglárka köves terepek, törmelékes lejtők, meleg, száraz hegyoldalak lakója.

## Szaporodása
A szemes boglárkának évente két nemzedéke van. Az I. április–májusban, a II. július–augusztusban repül. Hernyóidőszaka: az I. nemzedéké augusztus–szeptember, a II.-é június–július között van. Báb állapotban telel át. A hernyó különféle varjúhájjal táplálkozik.

## Külső hivatkozás
- Képek az interneten a fajról